# Handimalku, Sira
Handimalku là một làng thuộc tehsil Sira, huyện Tumkur, bang Karnataka, Ấn Độ.